# Kipper (Musiker)
Kipper (eigentlich Mark Eldridge) ist ein Grammygewinner, Gitarrist, Keyboarder und Musikproduzent, bekannt durch seine Zusammenarbeit mit Sting.
Ende der 1980er Jahre begann Eldridge als Sänger und Gitarrist von One Nation. Als nach zwei Alben kein Durchbruch gekommen war, verließ er die Band und ging als Begleitmusiker von Gary Numan auf Tour. Weitere bekannte Musiker, für die er spielte, waren Curtis Stigers oder Rod Stewart. Dazu war er auch als Co-Produzent tätig.
Mitte der 1990er Jahre begann seine Zusammenarbeit mit Sting, die über mehrere Alben anhielt. Das Album Brand New Day, an dem er als Mitproduzent beteiligt war, bekam 1999 den Grammy.

## Diskographie (Produzent)
Mit Gary Numan:
- Machine and Soul (1991)

Mit Sting:
- Brand New Day
- ...All This Time
- Sacred Love
- Inside the Songs of Sacred Love (DVD)
- Songs from the Labyrinth

Für Bang & Olufsen
- This is Different